# 干漆夹苎
干漆夹苎是一种中国传统手工艺，主要用于佛教造像。干漆夹苎造像轻巧、易于携运，故古代常在佛教巡游仪式中用作行像。

## 简介
干漆夹苎可分为“脱胎干漆夹苎”与“木心干漆夹苎”两种技法。脱胎干漆夹苎使用泥塑成胎，再用漆将苎麻布裹在泥胎外。待漆干后将泥胎取出，脱空而成像。木心干漆夹苎则以木材为胎，敷上苎麻布与漆料成形后并不将木胎取出。
夹纻造像最早的文献记载为东晋戴逵所造的夹苎像。《法苑珠林》有载：“戴逵又造行像五躯，积虑十年，像旧在瓦官寺。” 现存世最早的干漆夹苎像源于隋代，出自河北正定隆兴寺，现藏于美国沃尔特斯艺术博物馆。唐朝时，僧人鉴真东渡日本弘法，后被尊为日本律宗祖师。其弟子思托曾为鉴真制作干漆夹苎坐像，现藏于奈良唐招提寺，被奉为日本国宝。
2006年，天台山干漆夹苎技艺入选中国首批国家级非物质文化遗产代表性项目名录。

## 图集

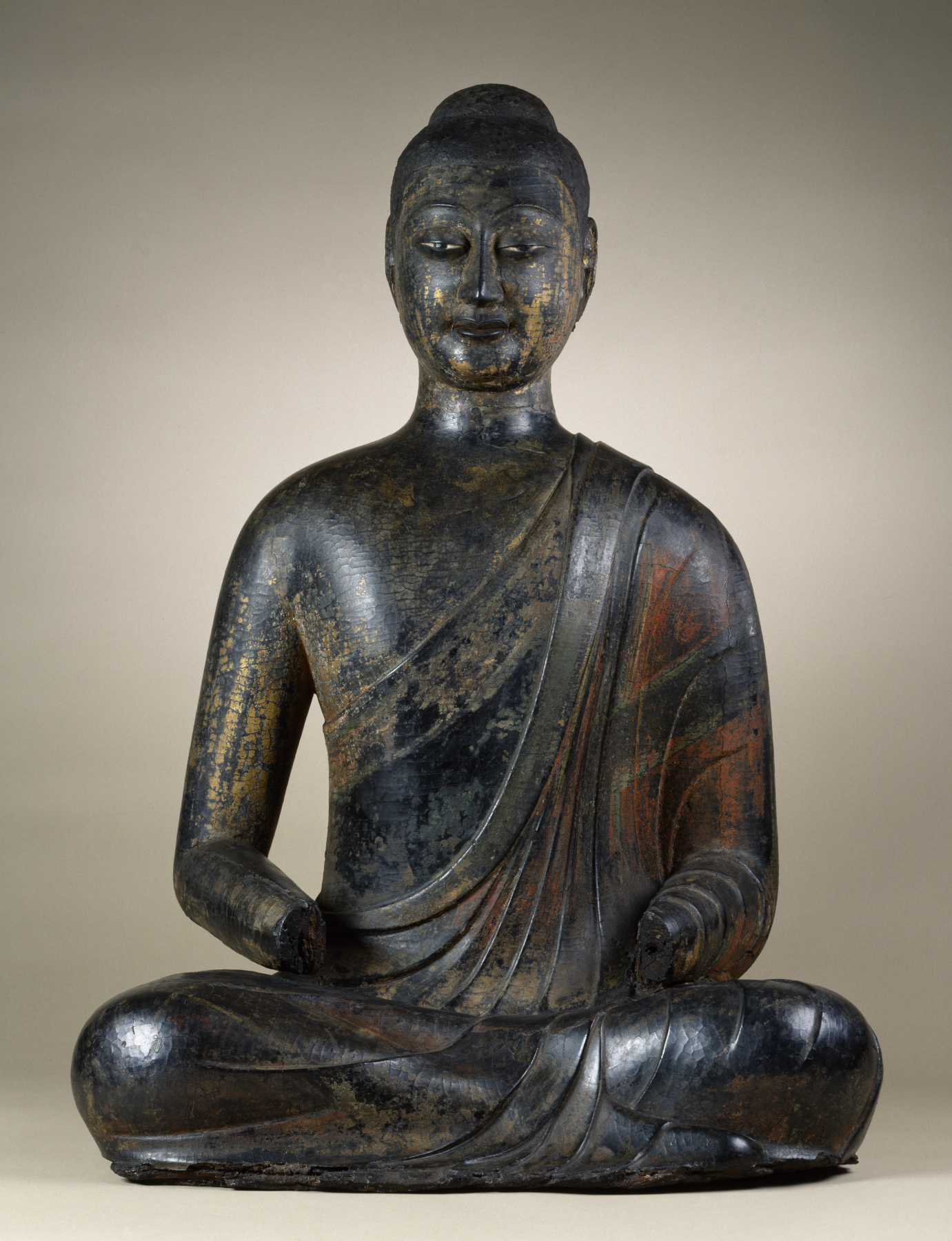
河北隆兴寺隋代干漆夹苎佛像（美国沃尔特斯艺术博物馆藏）
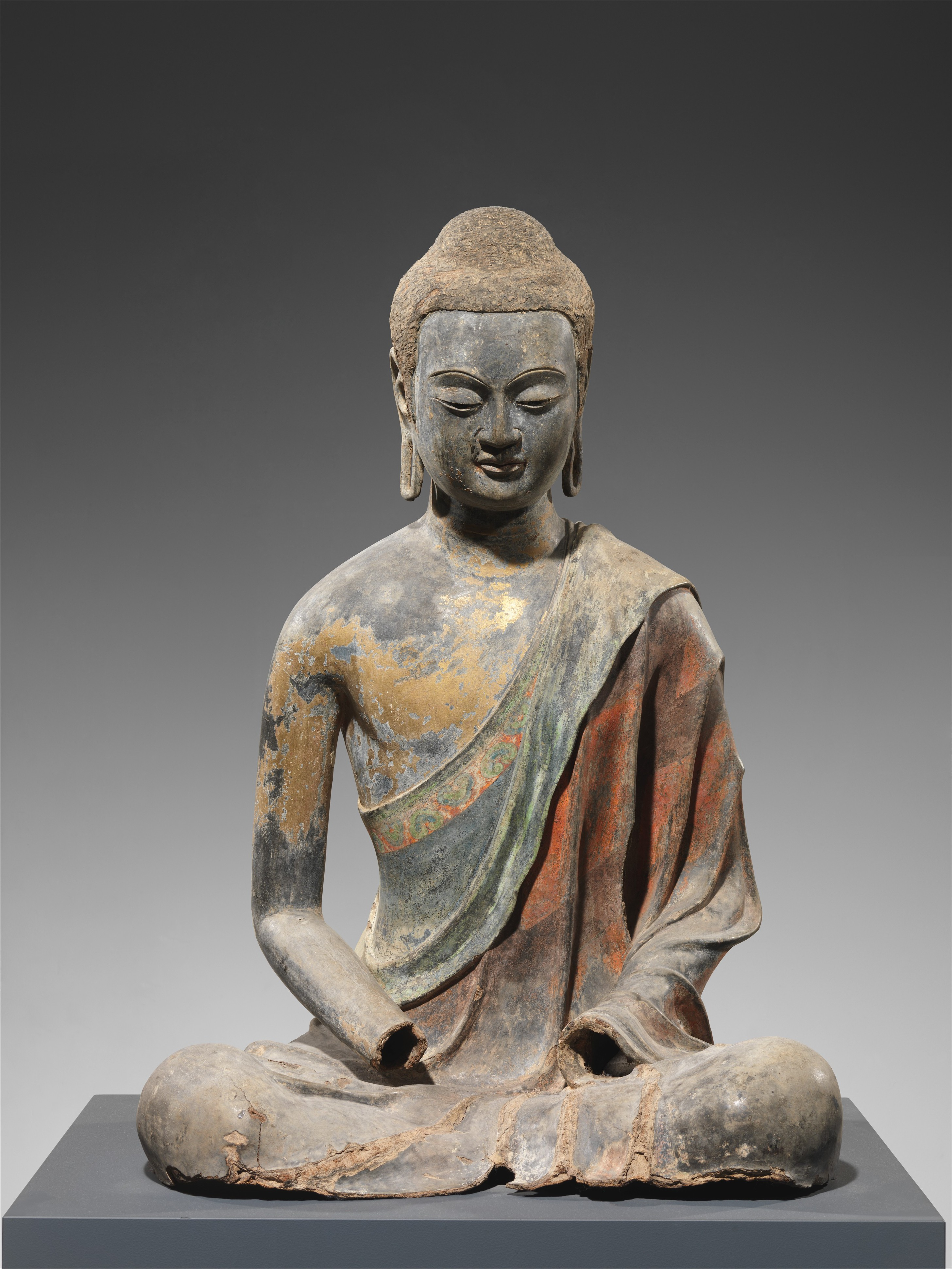
河北隆兴寺唐代干漆夹苎佛像（美国大都会艺术博物馆藏）
唐代干漆夹苎菩萨像（美国克利夫兰艺术博物馆藏）
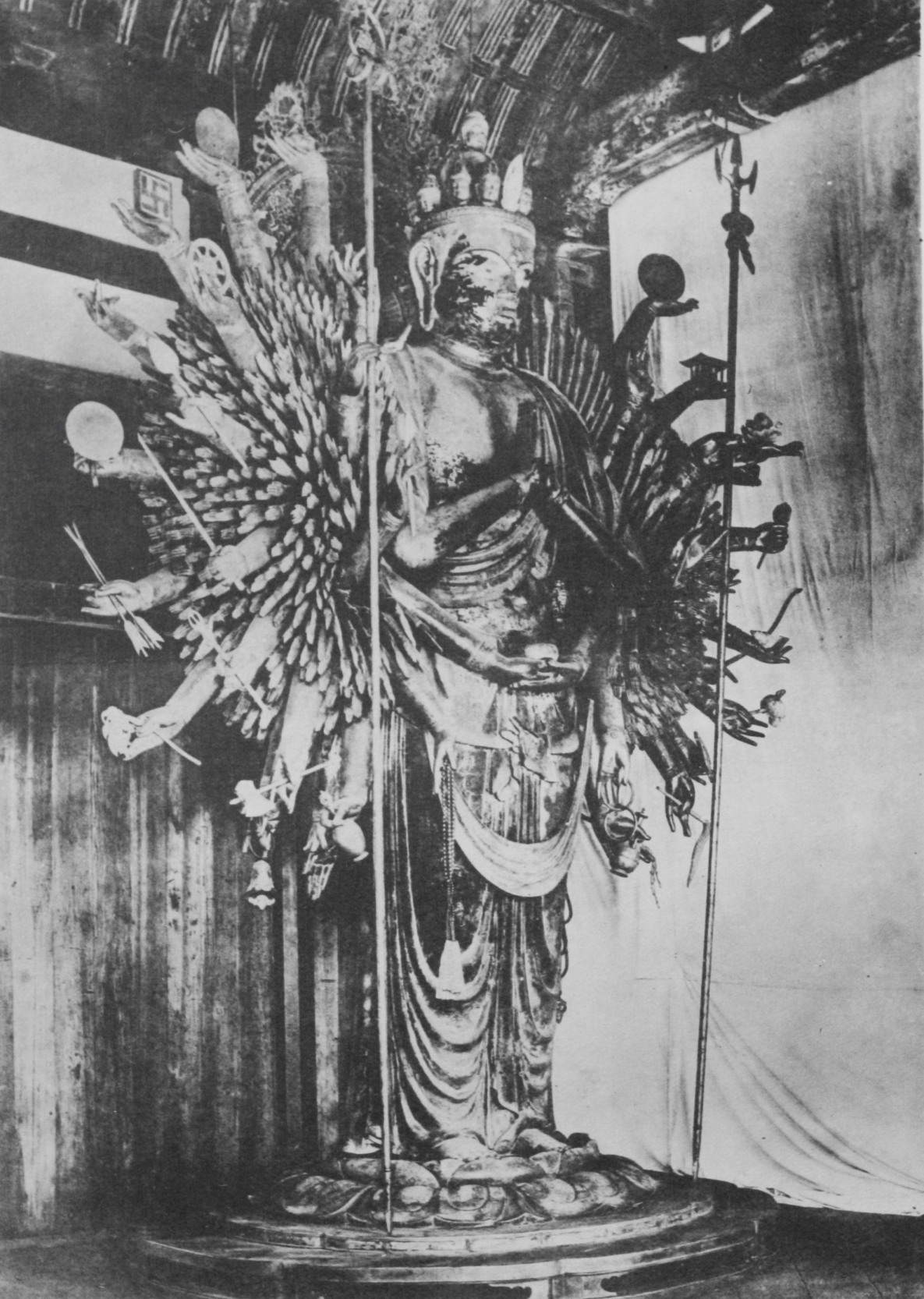
木心干漆夹苎千手观音立像（日本奈良唐招提寺藏）
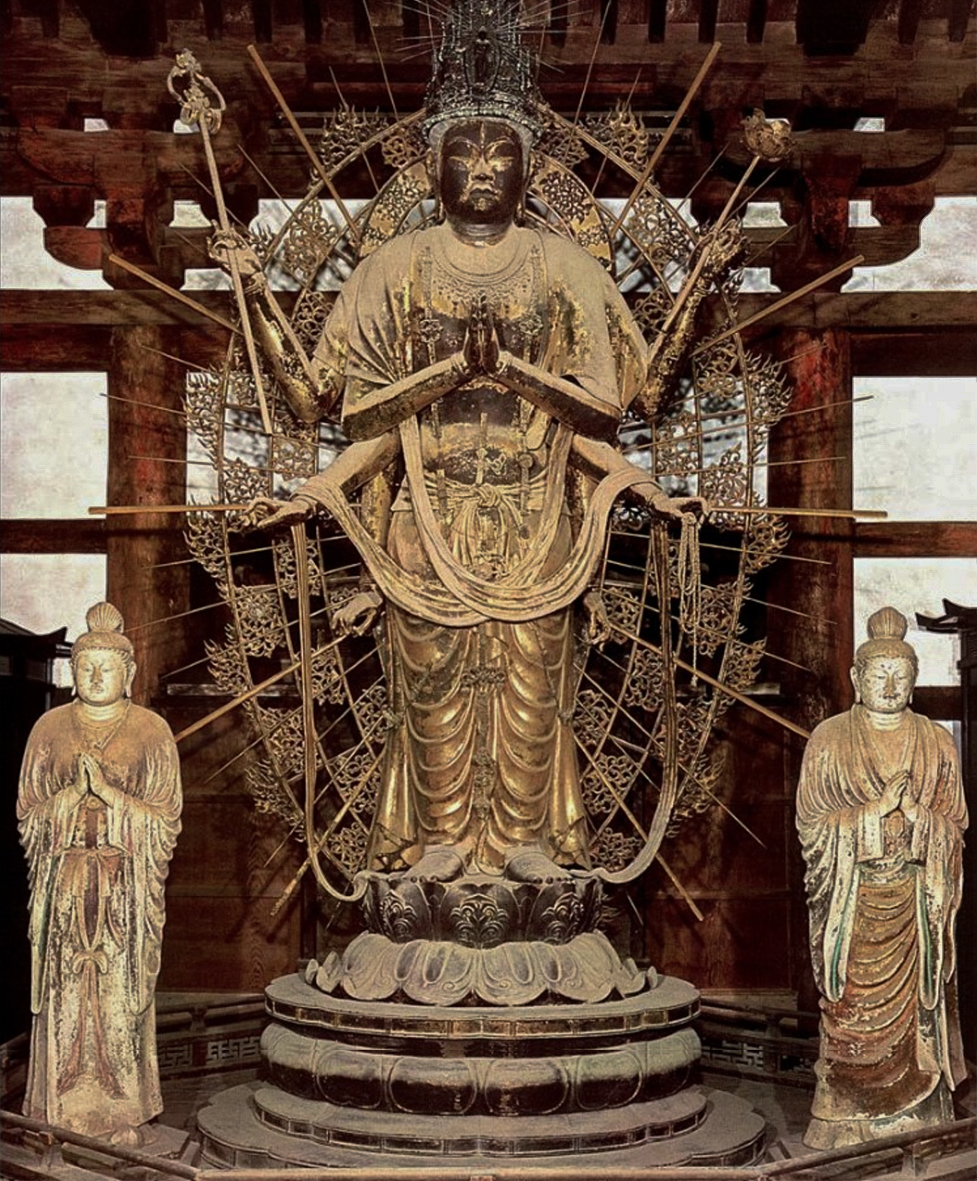
干漆夹苎不空羂索观音立像（日本奈良东大寺藏）
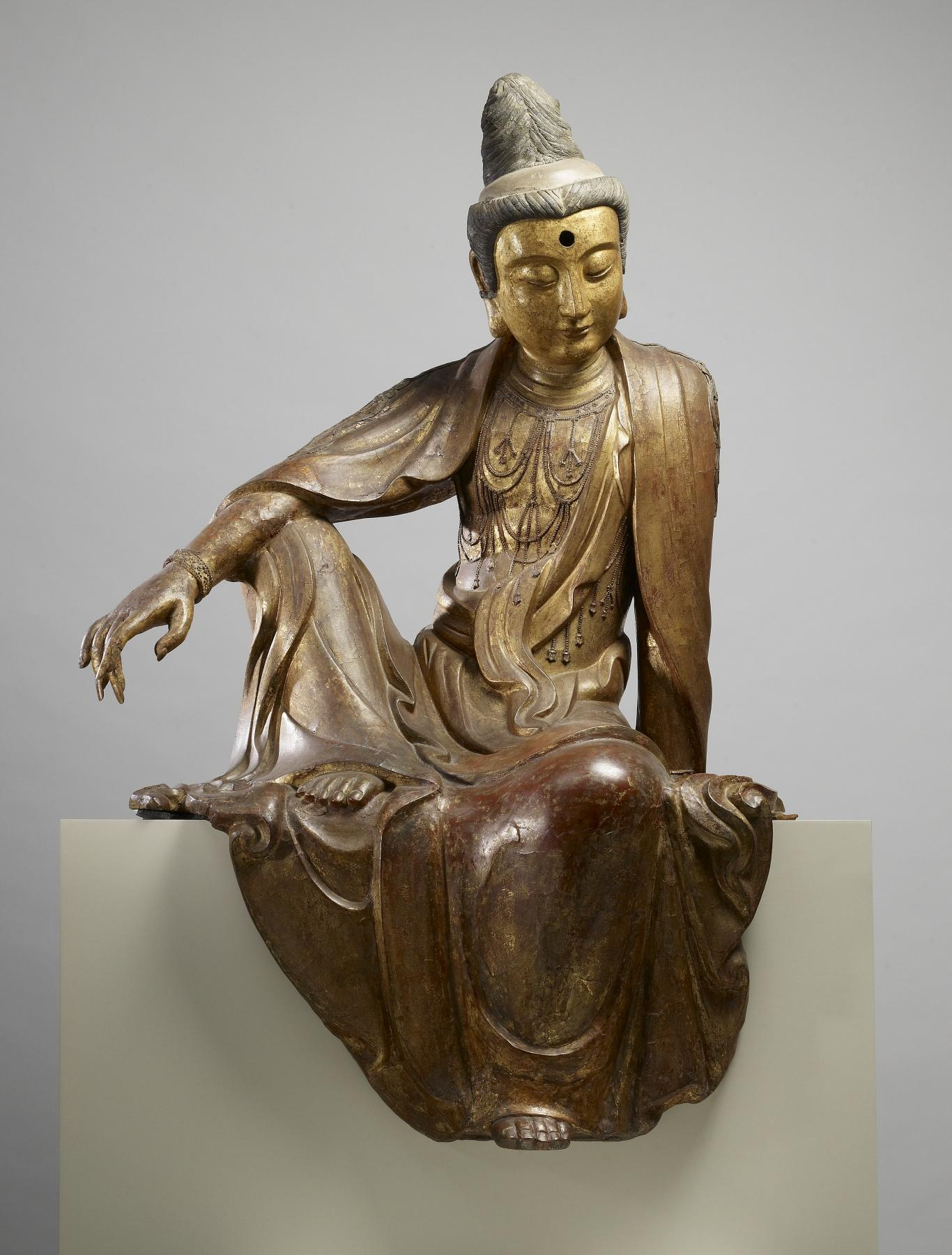
宋代干漆夹苎观音像（美国沃尔特斯艺术博物馆藏）
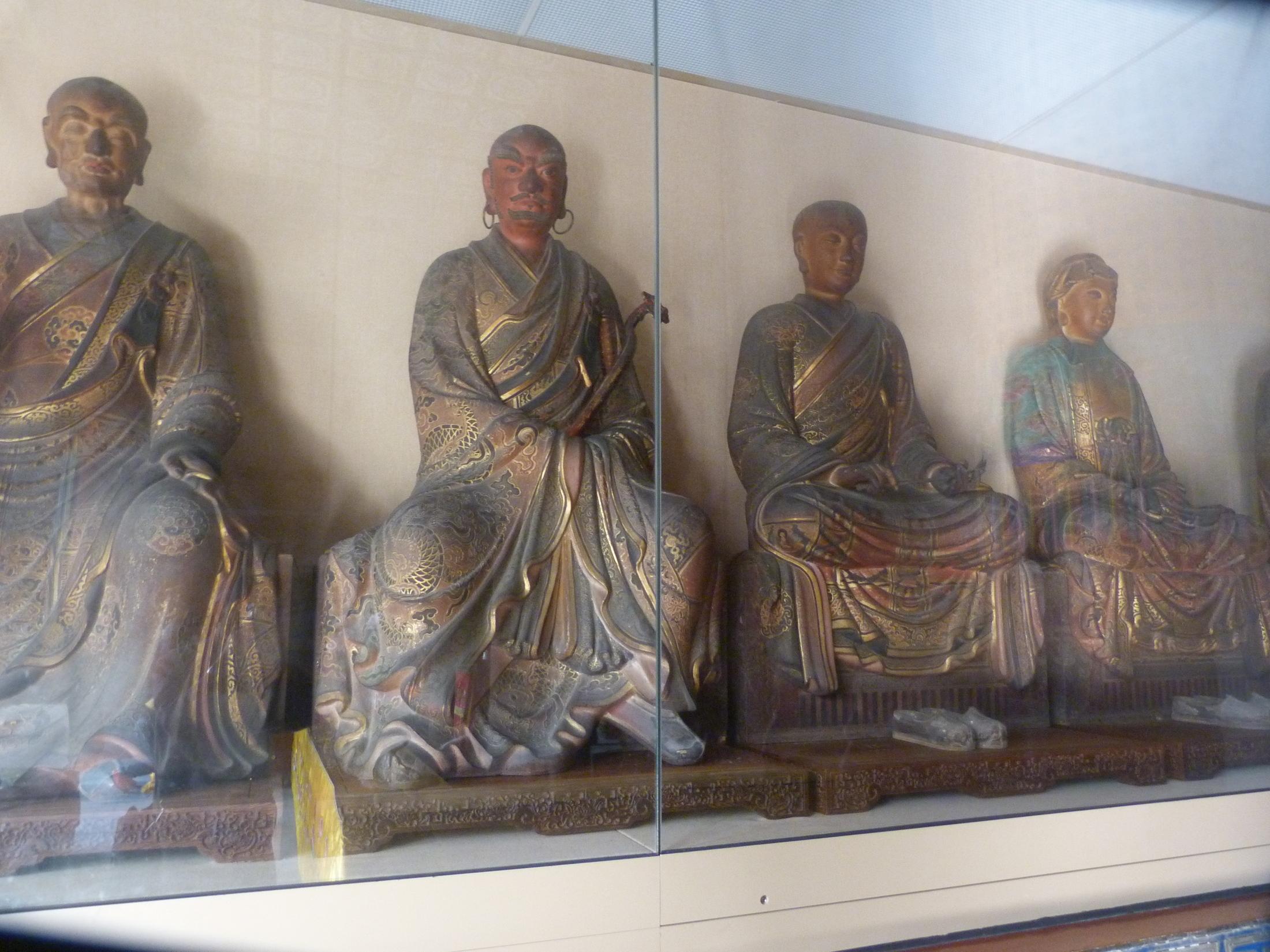
元代干漆夹苎十八罗汉像（洛阳白马寺藏）